# Anton Moljk
Anton Moljk [ánton móljk], slovenski fizik in pedagog, * 12. avgust 1916, Vrhnika, † 5. september 1998.

## Življenje in delo
Moljk je diplomiral leta 1938 na Matematično fizikalnem oddelku Filozofske fakultete Univerze v Ljubljani. Med vojno je bil do sredine leta 1943 v nemškem vojnem ujetništvu ter internaciji v Italiji.
Leta 1946 je postal docent na TFL. Doktoriral je leta 1957 ter postal leta 1960 izredni in 1962 redni profesor. Izpoponjeval se je na univerzah v Baslu, Parizu in Glasgowu. Zgodaj leta 1946 je bil med tistimi, ki so oživili med vojno zamrlo delovanje Prirodoslovnega društva v Ljubljani. V prvem obdobju 1946/47 je ustvaril tudi program delovanja društva in organiziral celo vrsto predavanj ter tudi sam vodil mnoga predavanja. Poljudna predavanja Prirodoslovnega društva v Ljubljani je organiziral sedem let zapored, vse do leta 1953.
Med svojim delom je raziskoval vprašanja ekspirementalne atomske in jedrske fizike nizkih energij. Med izpopolnjevanjem v Glasgowu je dobil štipendijo angleške Kraljeve družbe za raziskave spektroskopije beta dolgoživih izotopov in za izgradnjo čim občutljivejše naprave za določanje starosti arheoloških primerkov z uporabo radioaktivnega C 14. Tako je izumil brezstenski proporcionalni števec, po katerem je postal svetovno znan.
Po vrnitvi v domovino je kot pedagog izpopolnil poskuse pri predavanjih iz fizike in laboratorijske vaje. Napisal je tudi srednješolski učbenik fizike v treh delih, ki je izšel v več izdajah. Sodeloval je pri uvajanju podiplomskega študija didaktike fizike ter vodil permanentno izobraževanje učiteljev fizike. Veliko se je posvečal raziskovanju v državah v razvoju in bil predsednik organizacijskega odbora prvih štirih mednarodnih konferenc Znanost in družba. Spodbudil je ustanovitev univerzitetnega Inštituta za matemetiko, fiziko, mehaniko, sodeloval je pri načrtovanju, gradnji in opremi stavbe ter bil direktor tega inštituta. Bil je med pobudniki Obzornika za matematiko in fiziko in član prvega uredniškega odbora ter prvi urednik mednarodnega časopisa Fizika. V nuklearnem institutu je sodeloval že od ustanovitve; zanj je predlagal tudi ime Institut Jožef Stefan, in ob odprtju te ustanove leta 1952 pripravil uspelo razstavo. Od 1959 do 1965 je bil predsednik znanstvenega odbora Instituta. Vzporedno je imel pomembne funkcije v zveznih ustanovah. Leta 1962 je postal predsednik strokovnega sveta zvezne komisije za nuklearno energijo, od 1963 do 1965 je bil predsednik zveznega sveta za prirodne vede in od 1965 predsednik zvezne komisije za fiziko.
Leta 1958 pa je organiziral mednarodno fizikalno olimpiado za učence srednjih šol.
Od leta 1987 je bil deveti častni član slovenskega društva matematikov, fizikov in astronomov, leta 1999 pa je bil posmrtno imenovan za zaslužnega profesorja Univerze v Ljubljani.